# Zabudowa szachulcowa w Quedlinburgu

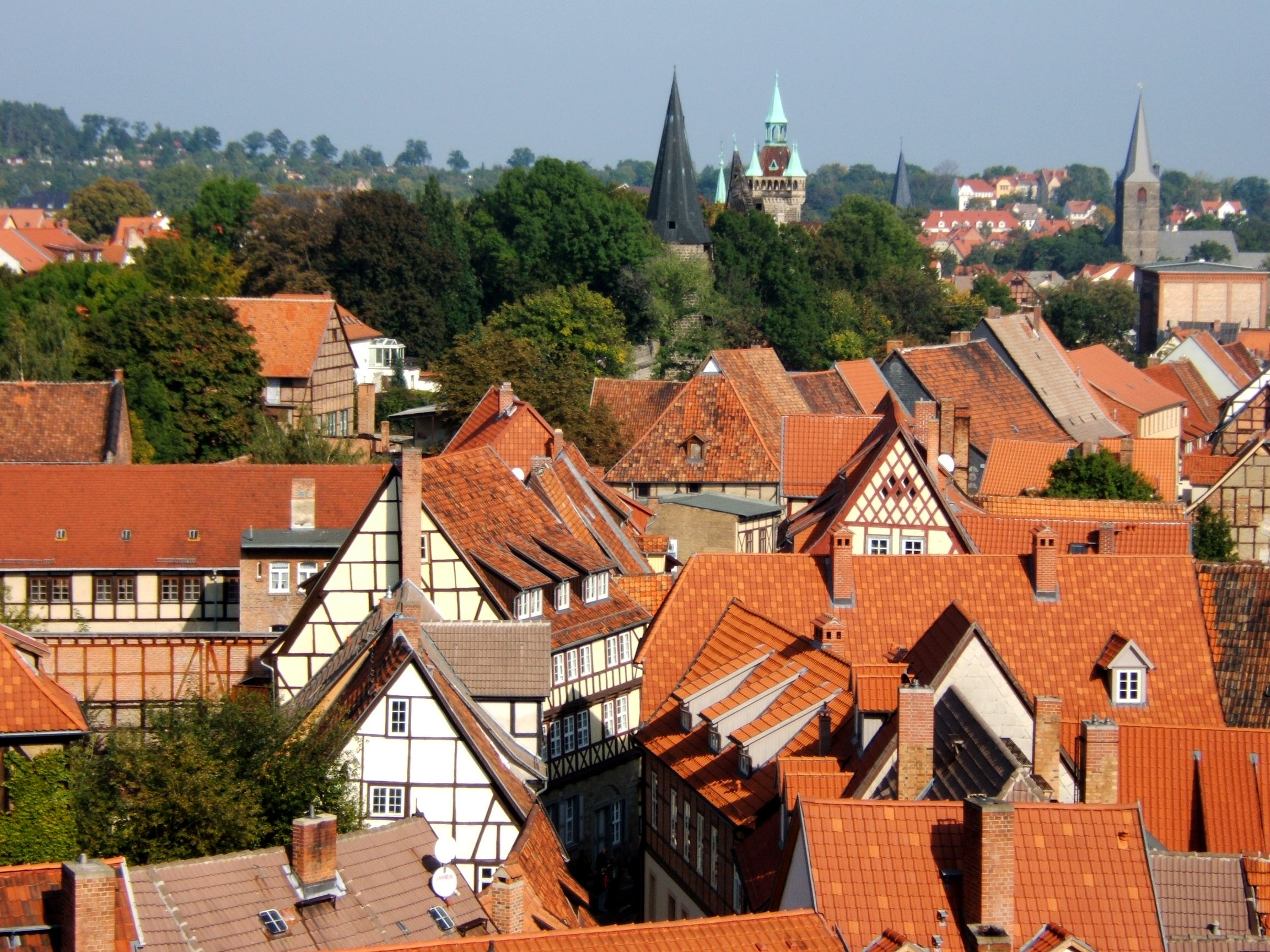
Dachy starego Quedlinburga

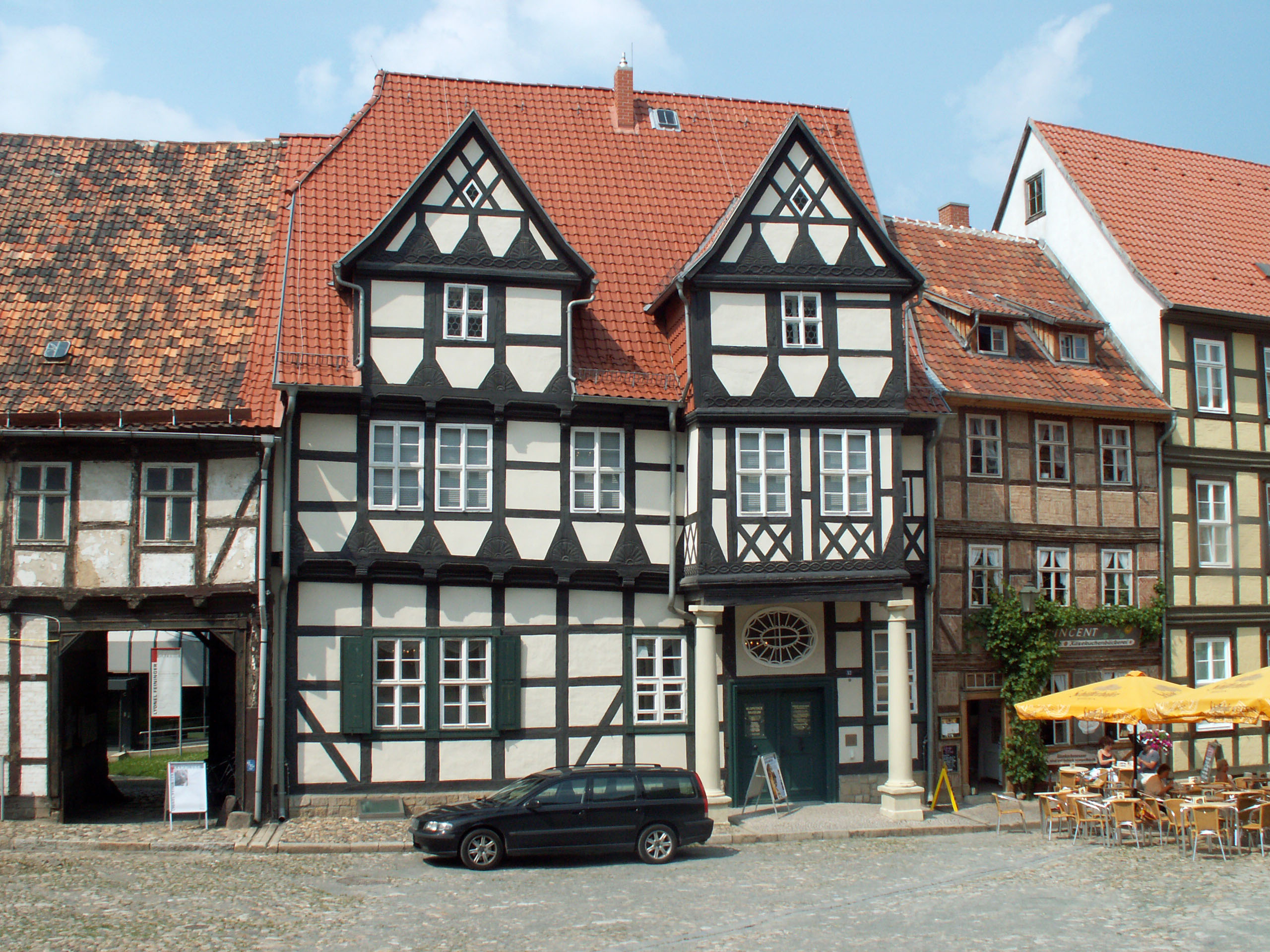
Dom F.G. Klopstocka, ob. muzeum poświęcone pisarzowi

Zabudowa szachulcowa w Quedlinburgu – wielki zespół budynków o konstrukcji szkieletowej z XIV-XX w., stanowiący większość zabudowy historycznego Starego i Nowego Miasta, które wraz z wzgórzem zamkowym stanowią wspólny zespół zabytkowy miasta Quedlinburga.

## Rozwój budownictwa
Tradycja budownictwa ryglowego w Quedlinburgu sięga XIII wieku. Stopniowo zastępowała ona prostą zabudowę drewnianą wąskich i krętych ulic miasta. Od strony chronologicznej można podzielić zabudowę na pięć kategorii. Najstarszą grupę reprezentuje 11 domów zbudowanych przed 1530 r. (1%), następnie 70 powstałych pomiędzy 1531 a 1620 (5%), 439 wzniesionych w latach 1621–1700 (33%), 552 wybudowanych w XVIII w. (42%) oraz 255 z XIX-XX w. (19%). Tradycja tego typu budownictwa była długa również w pobliskich miastach; np. w Wernigerode zachowały się 624 domy, w Stolberg – 354, w Osterwieck – 353. Do II wojny światowej duży zespół domów tego typu znajdował się w Halberstadt. Czyni to Quedlinburg największym tego rodzaju zespołem na obszarze Saksonii-Anhalt i jednym z największych w Niemczech. 

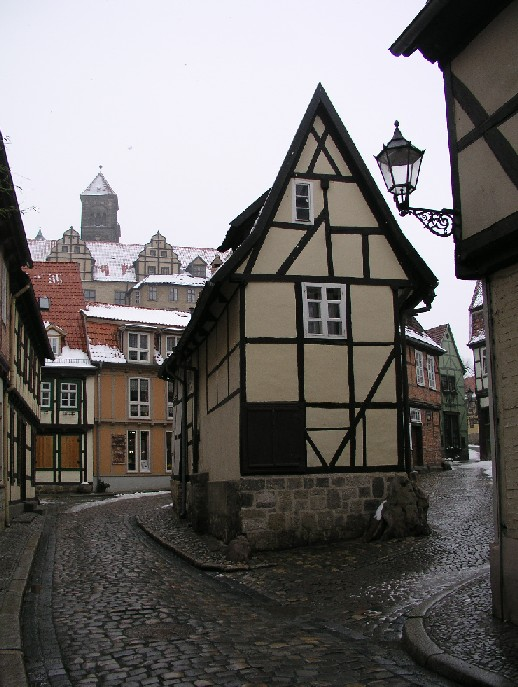
Jedna z uliczek miasta, w głębi kolegiata

Obecnie zabudowę szachulcową miasta stanowi ponad 1300 domów. W przeciwieństwie do budowli murowanych, różnice stylowe są dostrzegalne w detalach, natomiast struktura i ogólny obraz cechuje wyjątkowa zachowawczość i wierność tradycji, co czyni zabudowę tego miasta dość spójną. Dachy kryto czerwoną dachówką, natomiast zróżnicowane w wyglądzie dekoracje elewacje były malowane w różnych barwach, co nadało miastu malowniczości.
Do rejestru zabytków wpisano ponad 1200 domów. Zabudowa ocalała ze zniszczeń ostatniej wojny, niemniej wymagała gruntownej konserwacji. W latach 1989–2005 udało się odrestaurować 650 zabytkowych domów. Na podstawie analizy dendrochronolicznej zidentyfikowano ponad 20 domów pochodzących ze średniowiecza (XIII i XIV w.).

## Przykłady
Na szczególną uwagę zasługują następujące zabytki:
- Dom przy ul. Word 3. (tzw. Wordhaus);
- Dom F.G. Klopstocka, obecnie muzeum poświęcone pisarzowi z ok. 1570 r.;
- Dom gildii kupieckiej Zur Rose z 1612 r., Breite Straße 38;
- Tzw. Börse (pol. Giełda) z 1683 r., Steinweg 23;
- Dawna gospoda Weißer Engel z 1623 r., Lange Gasse 33 (sufity na piętrze pokryte 11 reliefami stiukowymi, przedstawiającymi sceny ze Starego Testamentu);
- Zabudowa rynku z kamiennym ratuszem i drewnianymi domami z XV-XX w.;
- Hagensches Freihaus z 1597 r., Bockstraße 6/Klink 11;
- Salfeldtsches Palais, Kornmarkt 5;
- Dom w stylu secesyjnym z 1903 r. na miejscu szpitala św. Ducha projektu Maxa Schnecka.